# Ashton-on-Ribble

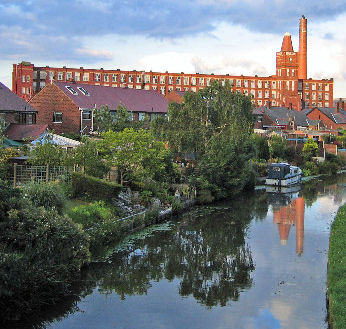
Tulketh Mill

Ashton-on-Ribble ist ein Vorort von Preston in England, der bereits im Domesday Book erwähnt wurde. Ashton ist heute ein Wahlbezirk in Preston, der aber nicht identisch ist mit dem umgangssprachlichen Bereich, der als Ashton bezeichnet wird, denn dieser wird auf den ganzen Westen von Preston angewandt.
Von besonderer Bedeutung in Ashton-on-Ribble ist das Gebiet von Tulketh. In Tulketh gründeten Zisterzienser Mönche der Savigny Abtei 1124 ein Kloster. 1127 verlegten sie diese Tulketh Priory nach Furness und gründeten die Furness Abtei. Aus dem 14. Jahrhundert ist bekannt, dass sich an der Stelle von Tulketh Priory ein Herrenhaus befand, dass als Tulketh Hall bekannt wurde. Das Herrenhaus wurde 1960 nach Nutzung u. a. als Verwaltungssitz der Tulketh Mill Spinnerei abgerissen.